# هنري رودمان باركر
هنري رودمان باركر (بالإنجليزية: Henry Rodman Barker) هو مصرفي أمريكي، ولد في 15 سبتمبر 1841 في بروفيدنس في الولايات المتحدة، وتوفي بنفس المكان في 17 مارس 1901.